# Кузап
Кузап (рум. Cuzap) — село у повіті Біхор в Румунії. Входить до складу комуни Попешть.
Село розташоване на відстані 419 км на північний захід від Бухареста, 40 км на схід від Ораді, 101 км на північний захід від Клуж-Напоки.

## Населення
За даними перепису населення 2002 року у селі проживали 1255 осіб.
Національний склад населення села:
| Національність | Кількість осіб | Відсоток |
| -------------- | -------------- | -------- |
| румуни         | 1177           | 93,8%    |
| цигани         | 38             | 3,0%     |
| словаки        | 17             | 1,4%     |
| угорці         | 14             | 1,1%     |
| німці          | 9              | 0,7%     |

Рідною мовою назвали:
| Мова      | Кількість осіб | Відсоток |
| --------- | -------------- | -------- |
| румунська | 1239           | 98,7%    |
| словацька | 11             | 0,9%     |
| угорська  | 5              | 0,4%     |